# マニャガハ島
マニャガハ島（マニャガハとう、Mañagaha）とは、北マリアナ諸島にある無人島。サイパン島の付属島でラグーン内にあり、面積は4ha、周囲は1.5km ほどの小島である。アグルブ大酋長の墓があることから、古くから聖地として知られた。
太平洋戦争中は、サイパン最大のガラパン港の沖に位置することから、旧日本軍によって軍事要塞化され、「軍艦島」と呼ばれていた。そのため、中国語では現在も「軍艦島」と表記される。

## 語源

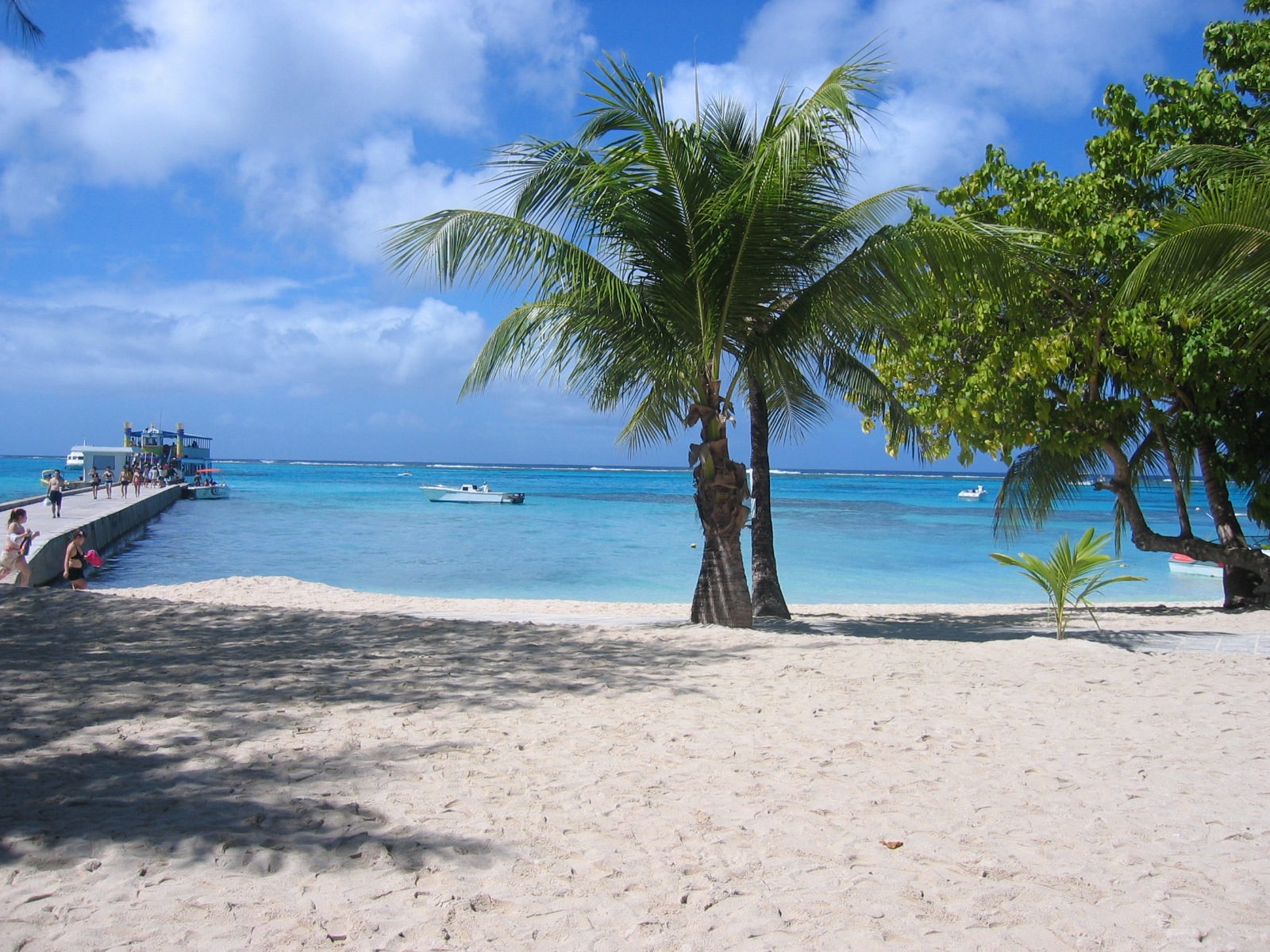
マニャガハ島の浜辺と桟橋

「マニャガハ」とは移住者の言葉、カロリン語で「一時休憩」を意味する。これはカロリン諸島から移住したアグルブ酋長一行が、サイパン上陸前に休憩をしたことに由来する。

## 概況

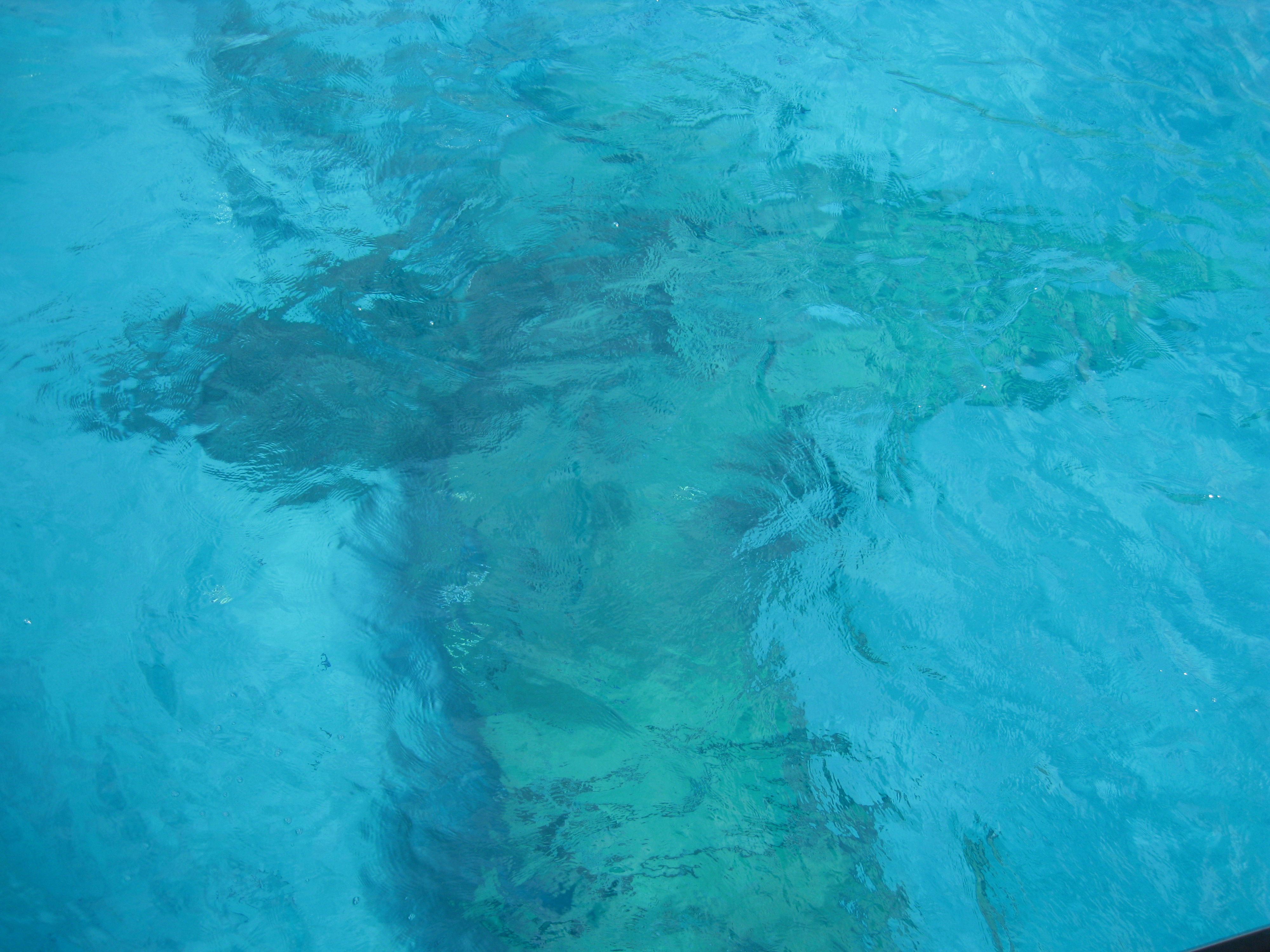
海底に沈んだ零式水上偵察機

ガラパンから高速ボートで10分という至近にありながら、白い砂浜と透明度の高い海が広がっていて、あらゆる種類のマリンスポーツやアトラクションが体験できるため、サイパンでのマリンアクティビティのメッカとなっている。そのため、「ダイブ＆トラベル大賞海外ベストスノーケリング部門」第1位を10年連続で受賞している。
島内の全域が国定海中公園に指定されており、いくつかの厳しいルールがあり、入島時には入島税（10米ドル）を支払わなければならない。島での宿泊は禁止されており、入島できるのは、午前9時から午後5時までである。これ以降は島の設備は、すべて止められてしまう。また環境保全のため、同島での水上オートバイの使用は禁止されており、魚釣りも禁止されている。島内にはレストラン、売店、脱衣所、コインロッカー、シャワーなどの設備がある。
周囲1.5kmほどの小さな島なので、歩いて15分ほどで島内を1周でき、太平洋戦争中に使用されていた日本軍の大砲やトーチカなどの、「軍艦島」と呼ばれていた頃の面影を見ることができる。また、島付近の海中には、戦時中に沈んだ零式水上偵察機や二式飛行艇等の航空機や輸送船がそのまま残っており、沈没船には魚が集まっていることから、ダイビングスポットになっている。

## 交通
ガラパンからの船便が一般的。ガラパンからマニャガハ島まで、大型船で30分ほどかかる。高速ボートであれば、5分ほどで到着する。大型船の場合は、料金に入島税が含まれている。ツアー業者によっては、バナナボートやパラセーリングをしながら運んでくれるところもある。
現地ツアー業者のオプショナルツアーに申し込むのがもっとも一般的な方法である。サイパンのホテルやレストランには、無料のガイドブックが置いてあり、その中に広告が載っているのでそこから選ぶことも可能。日本語で申し込み可能なツアー業者がほとんどである。浜辺で勧誘される場合もあるが、ホテルのプライベートビーチ以外では、ごく稀に悪質なツアー業者の場合があるため、この場合は注意が必要である。

## 逸話
- アグルブ大酋長の墓

マニャガハ島のヤシの木の森の中心には、アグルブ大酋長の墓があることから、マニャガハ島は憩いの島であると同時に神聖な島とされている。そのため、島を汚したり傷つけたり、島のものを勝手に持ち帰ったりすると精霊がいたずらをしに来るといわれている。
- ガジュマルの大樹

大酋長の墓の後ろには大きなガジュマルの巨木が自生していて、パワースポットとされている。ガジュマルは精霊の宿る樹、多幸の樹と呼ばれており、このガジュマルの大樹の前で写真を撮ると一生神様が守ってくれるといわれている。

## その他

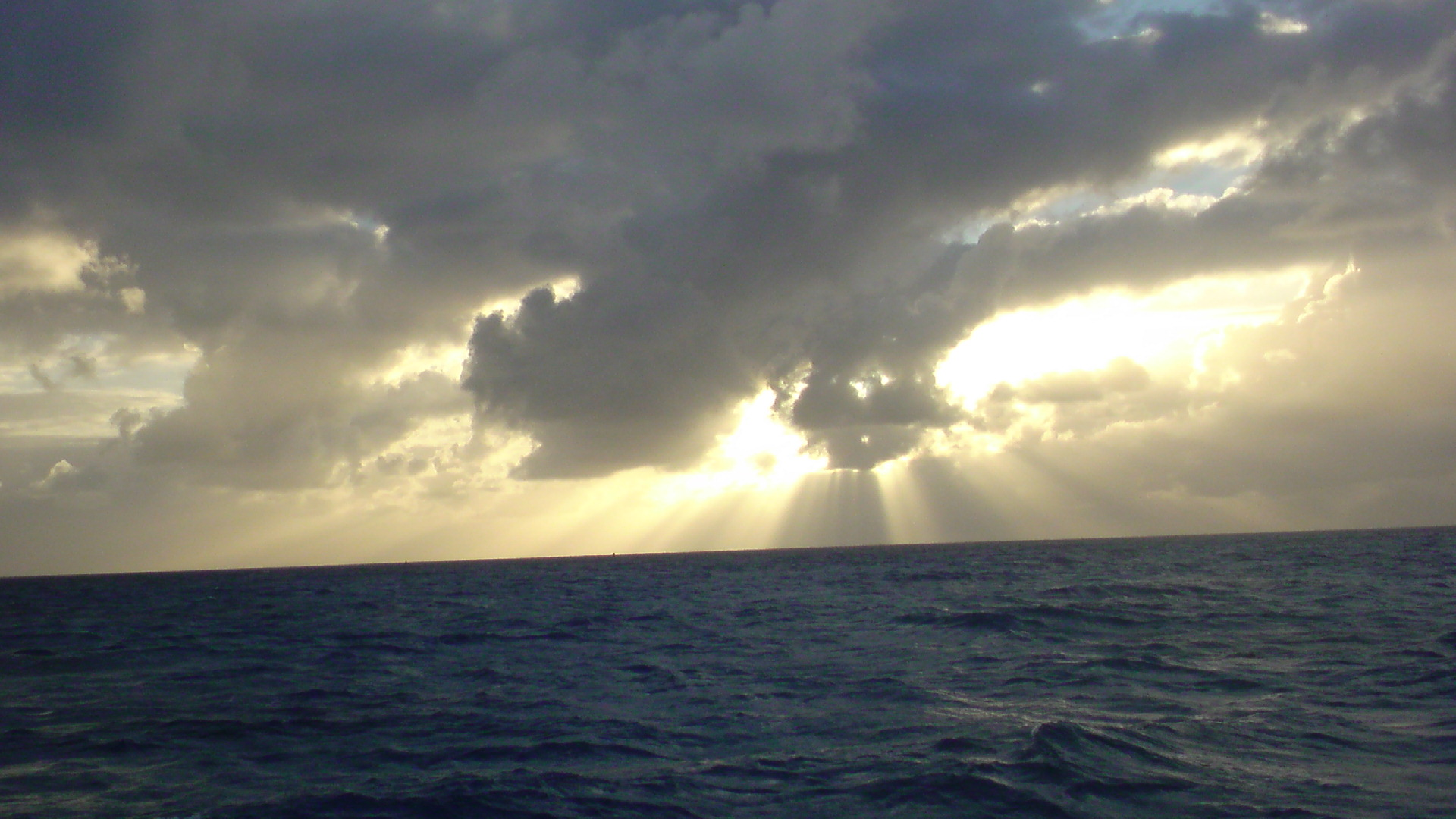
サンセットクルーズ

マニャガハ島では、1日1組限定で、青い海と白砂のビーチを満喫しながら挙式をすることができる。
オプショナルツアーでは、ガラパン発の「サンセットクルーズ」があり、マニャガハ島付近を日没時に2時間程度周遊する。ディナーつきのクルーズか、ドリンクのみのクルーズか選べる。乗員はほぼ日本語が堪能で、おしゃべりとギターで乗客を楽しませてくれる。誕生日などの記念日には特別な演出をしてくれる。クルーズ船で餌付けをしているため、走る船を魚が追いかけてくるのを船上から見ることができる。